# Качокавало
Качокавало (на италиански: Caciocavallo; на сицилиански: Caciucavaddu) е вид италианско сирене, типично преди всичко за районите Пулия (Апулия) и Молизе, а също и за южния регион Базиликата и остров Сардиния. Приготвя се от краве мляко или смес от краве, овче и козе мляко.

## История
Името му се дължи на специфичния начин на опаковане и буквално преведено означава „сирене на кон“. Смятало се е, че първоначално сиренето е правено с кобилешко мляко, но няма исторически доказателства за това. Най-вероятно името произлиза от факта, че се оставя подсирената маса, оформена като круши, свързани с връв, по две за уравновесяване на тежестта, прехвърлена върху греда, за да изсъхне и узрее сякаш носени от кобила (кон) на принципа на дисагите и кобилицата.
Сиренето има разновидност, известна като „Качокавало сицилиано“ (итал. Caciocavallo Silano), която се прави само от краве мляко в редица южни райони на Италия – Базиликата, Калабрия, Кампания, Молизе и Апулия.
Това сирене е познато още от Магна Греция и има много варианти в различните страни, в които е разпространено. Среща се по един или друг начин на Балканите.

## Описание
Размерът му е променлив и има форма на капка, вързано е с връв. Обвивката е фина и гладка с цвят на кестен; въпреки че е малко твърда, може да се яде. На цвят е бяло и има малки дупчици. Има силен аромат, подобен на проволоне.
Това сирене има по-малко мазнини, за разлика от италианското краве сирене проволоне: меко, доста плътно отвътре, със златиста кора.
Най-често се използва за сандвичи, за готвене, за десерти. Може също така да се настъргва върху салати.